# Alcácer de Carana
Alcácer
O Alcácer de Carana ou Harrana (em árabe: قصر خرّانة, lit. 'Qasr al-Kharana(h), al-Kharaneh ou al-Harrana'), é um dos mais conhecidos Castelos do Deserto, atualmente localizado na região leste da Jordânia, a aproximadamente 60 quilômetros (37 milhas) à leste de Amã e muito próximo da fronteira da Arábia Saudita.

## História
Acredita-se ter sido construído em algum momento antes do início do século VIII, com base em um grafite encontrado em um dos seus quartos, revelando uma visível influência Sassânida. Uma casa grega ou bizantina pode ter existido no local. É um dos primeiros exemplares da arquitetura islâmica na região. Sua finalidade ainda não foi esclarecida até hoje. Chamar de "castelo" é um equívoco, pois o arranjo interno do edifício não sugere uso militar e as fendas na sua parede não parecem terem sido concebidas como umabalistraria. Pode ter sido usado como um caravançarai, ou um lugar de descanso para os comerciantes, mas no local faltam os edifícios de água fresca, geralmente provenientes de fontes e a sua localização não estava em rotas comerciais importantes. O castelo continua a ser muito bem preservado, independente da sua utilização original, uma vez que está situado na saída de uma grande rodovia que está a uma curta distância da cidade de Amã, se tornando um dos castelos do deserto mais visitados.